# Spargania veronica
Spargania veronica är en fjärilsart som beskrevs av Paul Dognin 1900. Spargania veronica ingår i släktet Spargania och familjen mätare. Inga underarter finns listade i Catalogue of Life.